# Antonio Tirado Jiménez
Antonio José Tirado Jiménez és un advocat i polític socialista valencià, net de Vicent Tirado Gimeno i alcalde de Castelló de la Plana de 1979 a 1987. Llicenciat en dret, el 1968 formà part del comitè del PCE a la Universitat de València, però abandonà el partit per a marxar al Partido Socialista Popular, del qual va passar al PSPV-PSOE.
Fou el primer alcalde democràtic escollit a Castelló a les primeres eleccions municipals el 1979. Alhora, fou conseller sense cartera del Consell del País Valencià entre setembre i desembre de 1979. El 1987 deixà la política i ha estat president de la Caixa d'Estalvis de Castelló i de la Fundació Caixa Castelló, així com vicepresident de Bancaja.